# Lyckliga jävel
Lyckliga jävel är en svensk kortfilm från 2010. Filmen visades på Göteborgs filmfestival 2011 och visades på Sveriges television samma år.

## Handling
När Stefan och Liv tar en taxi hem från en fest börjar de bråka. En het diskussion mellan två förkrossade människor vars relation är av ett annorlunda slag då de emellanåt byter partner. Under taxiresan blottas sanningar, en verklighet de inte kan hantera och som går överstyr. Taxichauffören pratar engelska och är under färden sällskaplig och frågvis. Men vad Stefan och Liv inte vet, är att han begriper mer än vad de tror.

## Medverkande
Regi: Ronnie Sandahl.
I rollerna: Christopher Wollter, Julia Dufvenius, Norman Zulu.